# درود بر پادشاه (آلبوم)
درود بر پادشاه (به انگلیسی: Hail to the King) ششمین آلبومی است که توسط گروه هوی متال آمریکایی اونجد سون‌فولد در ۲۶ اوت ۲۰۱۳ منتشر خواهد شد شد. ضبط این آلبوم در شرکت «Warner Bros. Records» و به تهیه‌کنندگی مایک الیزوندو انجام می‌شود.در این آلبوم آرین ایلیجی که مدتی در تورهای اونجد سون فولد حضور داشت به عنوان درامر رسمی گروه حضور دارد.

## ترک لیست
| شماره      | نام                   | مدت   |
| ---------- | --------------------- | ----- |
| ۱.         | «چوپان آتش»           | ۵:۲۲  |
| ۲.         | «درود بر پادشاه»      | ۵:۰۴  |
| ۳.         | «وقت انجام دادن»      | ۳:۲۷  |
| ۴.         | «این معنی جنگ می دهد» | ۶:۰۹  |
| ۵.         | «مرثیه»               | ۴:۲۳  |
| ۶.         | «روز سرخ»             | ۴:۵۷  |
| ۷.         | «بدعت گذار»           | ۴:۵۵  |
| ۸.         | «به سوی خانه»         | ۶:۲۶  |
| ۹.         | «سیارات»              | ۵:۵۶  |
| ۱۰.        | «باران اسیدی»         | ۶:۳۸  |
| مجموع مدت: | مجموع مدت:            | ۵۳:۱۷ |

| نسخه لوکس  | نسخه لوکس                      | نسخه لوکس |
| شماره      | نام                            | مدت       |
| ---------- | ------------------------------ | --------- |
| ۱۱.        | «درود بر پادشاه» (موزیک ویدئو) | ۵:۱۳      |
| ۱۲.        | «سنت جیمز»                     | ۵:۰۱      |
| مجموع مدت: | مجموع مدت:                     | ۶۳:۳۱     |

## اعضا
اونجد سِوِن‌فولد
- ام.شادوز – آواز
- زکی ونجینس – گیتار ریتم
- سینیستر گیتس – گیتار لید
- جانی کریست – گیتار بیس
- ارین ایلیجی – درامر

تهیه کننده
- مایک الیزوندو